# Kyrönjoki
Der Kyrönjoki [ˈkyrœnjɔki] (schwedisch Kyro älv) ist ein Fluss im Westen Finnlands. Der größte Fluss der Landschaft Südösterbotten hat eine Länge von 169 km und ein Einzugsgebiet von 4923 km².
Der Kyrönjoki hat drei Zuflüsse: den Seinäjoki, Jalasjoki und Kauhajoki. Als Anfangspunkt des Kyrönjoki gilt der Zusammenfluss von Jalasjoki und Kauhajoki in Kurikka. Von dort fließt er über Ilmajoki nach Seinäjoki, wo er sich mit dem gleichnamigen Fluss verbindet, und weiter über Ylistaro, Isokyrö und Vähäkyrö nach Korsholm. Dort, rund 20 km nördlich der Stadt Vaasa, mündet der Kyrönjoki in den Vassorfjärden, eine Bucht des Bottnischen Meerbusens.
Wie es für Südösterbotten typisch ist, werden die Ufer des Kyrönjoki intensiv landwirtschaftlich genutzt. Der Fluss wird von einem bis zu vier Kilometer breiten flachen Ackerbaustreifen gesäumt. Die Besiedlung konzentriert in Form von Reihendörfern an die Ufer des Kyrönjoki. Zusammen mit den umgebenden Ackerbauebenen gehört der Kyrönjoki zu den 27 Nationallandschaften Finnlands.